# Elása
Elása (grec moderne : Ελάσα) est une île inhabitée grecque proche des Dionysades, située au nord-est de la Crète et appartenant administrativement à Lasithi.

## Géographie
Elle s'étend sur 990 m de large pour une longueur de 2,2 km. Zone environnementale protégée, elle abrite des plantes et des animaux rares tel le phoque moine de Méditerranée.